# Damian Schulz
Damian Schulz (Lębork, 26 de fevereiro de 1990) é um voleibolista profissional polonês, com alcance de 355 cm no ataque e 330 cm no bloqueio, medalhista de ouro no Campeonato Mundial sediado na Itália e Bulgária em 2018.

## Carreira
Foi descoberto pelo técnico Jarosław Pruski e através do mesmo passou a jogar pelo SPS Lębork.Na temporada 2011-12 jogou pelo Joker Piła, depois vinculado ao Trefl Gdańsk  foi cedido por empréstimo no período esportivo de 2012-13 foi contratado pelo AZS UAM Poznań e defendeu as cores do KPS Siedlce nas competições de 2013-14, nas tres passagens disputou a Primeira Liga Polonesa, ingressando na elite nacional (Plusliga) na temporada 2014-15 pelo Trefl Gdańsk conquistando o título da Copa da Polônia de 2014-15, sendo o melhor jogador da edição, também foi campeão da Supercopa Polonesa de 2015, além do vice-campeonato na Plusliga de 2014-15, alcançou o terceiro lugar nesta mesma competição no período 2017-18 e o título da Copa da Polônia de 2017-18, 
Em 2018 foi convocado para seleção principal para disputar a edição do Campeonato Mundial de 2018 na Itália e Bulgária, e conquistou o título, retornando ao PGE Skra Bełchatów para as competições do período esportivo de 2018-19.E foi contratado para representar o Asseco Resovia Rzeszów na temporada 2018-19 e alcançou o quarto lugar no Campeonato Mundial de Clubes de 2018 realizado na Polônia.

## Títulos e resultados
- Campeonato Mundial de Clubes:2018[8]
- Liga A Polonesa:2014-15[5]
- Liga A Polonesa:2017-18[5]
- Supercopa Polonesa:2015[4]
- Copa da Polônia:2014-15[4]e 2017-18[5]